# Moldova 1
Moldova 1 – kanał telewizyjny pełniący w Mołdawii funkcję pierwszego programu telewizji publicznej. 

## Historia
Jest to najdłużej nadający ze wszystkich mołdawskich kanałów telewizyjnych, pierwsza transmisja miała miejsce 30 kwietnia 1958 roku o godzinie 19:00.
Początkowo telewizja nadawała dwa razy w tygodniu (w piątki i niedziele), pod koniec roku 1958 były to już cztery transmisje tygodniowo. W tym roku też miała miejsce pierwsza transmisja na żywo. 

## Logo

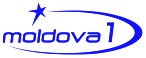
Logo w latach 2005-2010
Logo w latach 2010-2016
Logo w latach 2016-2018
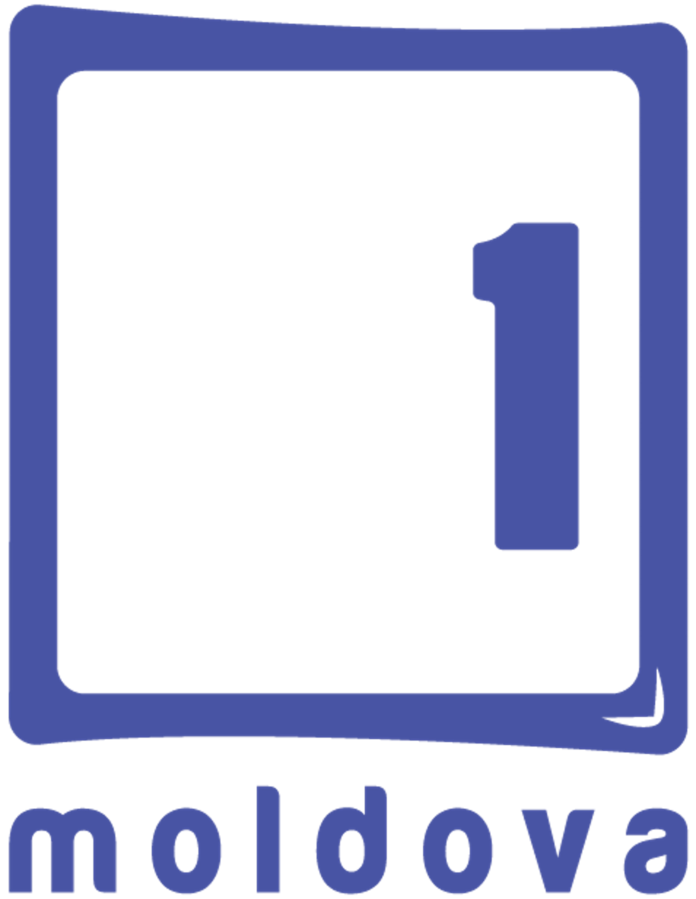
Logo w latach 2018-2022
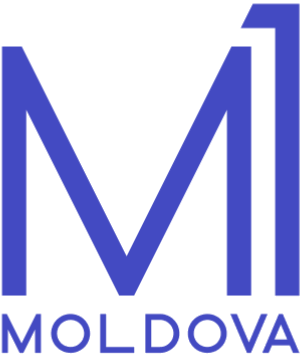
Logo w latach 2022-2025